# إنديانابوليس 500 سنة 1992
سباق إنديانا بوليس -500 ميل 1992 أقيم في حلبة إنديانابوليس موتور سبيدواي في 24 مايو 1992 وفاز في السباق Al Unser, Jr. من فريق جالاس راسينغ بمتوسط سرعة 134.477 ميل/س (216.420 كم/س).
وكان أول المنطلقين روبرتو غيريرو بسرعة 232.482 ميل/س (374.144 كم/س).